# Université Paris-Nanterre
Université Paris-Nanterre är ett statligt universitet beläget i Parisförorten Nanterre i Frankrike som grundlades 1964. Det är ett av Frankrikes främsta universitet, särskilt inom samhällsvetenskap, humaniora och ekonomi.
Bland skolans alumner finns flera kända namn, bland andra Nicolas Sarkozy, Emmanuel Macron, Christine Lagarde, Dominique Strauss-Kahn, Dominique de Villepin och David Guetta.